# Islandstorget
Islandstorget – powierzchniowa stacja sztokholmskiego metra, leży w Sztokholmie, w dzielnicy Västerort (Bromma), w Södra Ängby. Na zielonej linii (T19), między Blackeberg i Ängbyplanem. Dziennie korzysta z niej około 2 800 osób. 
Stacja znajduje się równolegle do Bergslagsvägen na wysokości Blackebergsvägen. Ma jedno wyjście, zlokalizowane przy Blackebergsvägen 112-114. Stację otworzono 26 października 1952 jako 30. w systemie, składy jeździły wówczas na linii Hötorget-Vällingby. Wcześniej w latach 1944-1952 była to stacja lekkiej kolei miejskiej Ängbybanan. Ma jeden peron z dwoma krawędziami. Między Islandstorget a Blackeberg znajduje się 600 metrowy tunel.

## Czas przejazdu
| Linia | Stacja          | Czas przejazdu | Stacja                                       | Czas przejazdu                    |
| T19   | Hässelby strand | 10 min         | Åkeshov Alvik T-Centralen Gamla stan Slussen | 4 min 11 min 24 min 25 min 27 min |
| T19   | Hagsätra        | 47 min         | Åkeshov Alvik T-Centralen Gamla stan Slussen | 4 min 11 min 24 min 25 min 27 min |

## Otoczenie
W najbliższym otoczeniu stacji znajdują się:
- Björklundshage
- Ängbylunden
- Blomstermåla skola
- St. Ängby gård
- Södra Ängby kyrka
- Södra Ängby skolor
- Södra Ängby bollplan